# زاسمیانو
زاسمیانو (به بلغاری: Zasmyano) یک منطقهٔ مسکونی در بلغارستان است که در شهرستان اکساکاوو واقع شده‌است.